# Wilhelm Hemprich
Wilhelm Friedrich Hemprich  ( Glatz, Prússia, atual Kłodzko, Polônia, 24 de junho de 1796 -  Maçuá, Eritreia,  30 de junho de 1825 ) foi um naturalista alemão.